# Katastrofa lotu Emirates 521
Katastrofa lotu Emirates 521 – wypadek lotniczy samolotu Boeing 777-31H, należącego do Emirates, do którego doszło 3 sierpnia 2016 w Dubaju w Zjednoczonych Emiratach Arabskich. W wyniku wypadku śmierć poniosła 1 osoba (strażak biorący udział w akcji ratunkowej). Wypadek był pierwszym poważnym incydentem linii lotniczych Emirates.

## Wypadek
Znaczące uskoki wiatru wpłynęły na prędkość samolotu podczas końcowego podejścia, wynoszącą 162 węzły (300 km/h). Dwie sekundy później RAAS wydał ostrzeżenie, a załoga zdecydowała o odejściu na drugi krąg. Sześć sekund po przyziemieniu głównego podwozia, samolot zaczął odzyskiwać wysokość. Ustawienie klap zmniejszono do 20° i schowano podwozie, ale przepustnica pozostała niezmieniona, ponieważ po przyziemieniu na pasie startowym blokowana jest aktywacja automatycznej przepustnicy. Samolot osiągnął maksymalną wysokość 26 m nad pasem startowym, zmniejszając prędkość lotu, po czym zaczął opadać w kierunku ziemi. Dwanaście sekund po ponownym starcie załoga ręcznie wcisnęła przepustnice do maksimum, ale samolot kontynuował opadanie i ostatecznie rozbił się na pasie startowym 3 sekundy później. Samolot wpadł w poślizg na długości około 800 m wzdłuż pasa startowego 12L z częściowo schowanym podwoziem, a następnie skręcił w prawo od pasa startowego, a silnik nr 2 odłączył i zsunął się.
Dziewięć minut po zatrzymaniu się samolotu, gdy na pokładzie nadal znajdowali się tylko kapitan i stewardesa, nastąpiła eksplozja. W wyniku eksplozji zginął strażak, a 32 osoby z pokładu samolotu i 7 strażaków zostało rannych.
Lotnisko zostało zamknięte, co spowodowało przekierowanie wielu lotów.

## Pasażerowie i załoga
| Obywatelstwo                 | Liczba |
| ---------------------------- | ------ |
| Indie                        | 226    |
| Wielka Brytania              | 24     |
| Zjednoczone Emiraty Arabskie | 11     |
| Arabia Saudyjska             | 6      |
| Stany Zjednoczone            | 6      |
| Turcja                       | 5      |
| Irlandia                     | 4      |
| Australia                    | 2      |
| Brazylia                     | 2      |
| Malezja                      | 2      |
| Niemcy                       | 2      |
| Tajlandia                    | 2      |
| Bośnia i Hercegowina         | 1      |
| Chorwacja                    | 1      |
| Egipt                        | 1      |
| Filipiny                     | 1      |
| Liban                        | 1      |
| Południowa Afryka            | 1      |
| Szwajcaria                   | 1      |
| Tunezja                      | 1      |
| Razem                        | 300    |

## Dochodzenie
Filmy z wnętrza samolotu, nagrane kamerami w telefonach komórkowych pasażerów, pokazały, że pasażerowie nie ewakuowali się. Zamiast tego brali bagaże podręczne, co spowodowało zbyt długą ewakuację.

Raport końcowy opublikowano 6 lutego 2020. W części dotyczącej przyczyn wskazano:
Załoga lotnicza nie skanowała i nie monitorowała skutecznie podstawowych parametrów przyrządów pokładowych podczas lądowania i próby odejścia na drugi krąg. Załoga lotnicza nie była świadoma, że automatyczna przepustnica (A/T) nie zareagowała i nie przestawiła dźwigni ciągu silnika w położenie przełącznika startu/odlotu (TO/GA), po tym jak dowódca nacisnął przełącznik TO/GA na początku lotu. FCOM – procedura odejścia na drugi krąg i nieudanego podejścia. 
Raport zakończył się stwierdzeniem:
Oparcie się załogi lotniczej na automatyzacji i brak przeszkolenia w zakresie odlotów z bliskiej odległości od pasa startowego znacząco wpłynęło na zachowanie załogi lotniczej w krytycznej sytuacji lotniczej, innej niż ta, której doświadczyła podczas symulowanych lotów szkoleniowych. 

## Następstwa
11 sierpnia, osiem dni po katastrofie, linie Emirates zapewniły każdemu z 282 pasażerów 7000 dolarów odszkodowania, w tym 2000 dolarów za utratę bagażu i rzeczy osobistych oraz 5000 dolarów za wszelkie inne szkody poniesione przez każdego z nich.